# Impresija, izlazak sunca
Impresija, izlazak sunca (fra.: Impression, soleil levant) je jedna od najpoznatijih slika francuskog slikara Claudea Moneta po kojoj je čitav pravac (impresionizam) dobio ime.

## Opisa
Slika je nastala 1872. godine i predstavlja prikaz francuske luke Le Havre. Koriste se labavi potezi kistom koji ne definiraju predmet nego samo upućuju na njega. Tehnika kojom je slika napravljena je ulje na platnu, a dimenzije su 48 cm x 63 cm. Slika je bila ukradena iz muzeja Marmottan Monet 1985. godine, u kome se dotad čuvala. Pronađena je i vraćena 1990. godine, tako da je od 1991. godine ponovo postala dio stalne postave istog muzeja.

## Prvo izlaganje i kritike
Slika je prvi put izložena 1874. na samostalnoj izložbi u ateljeu fotografa Félixa Nadara. Ovu izložbu su priredili Claude Monet i još 29 drugih slikara, njegovih istomišljenika, koji također nisu bili zadovoljni izborom slika postavljenih u Salonu, godišnjoj slikarskoj izložbi u Francuskoj. Kritika je bila oštra. Naziv "impresionizam" tada je prvi put upotrijebio Louis Leroy, kada je za časopis Le Charivari napisao članak o izložbi. Ovaj izraz je upotrijebio u podrugljivom smislu, ali se kasnije odomaćio i kod samih slikara. Naime, Leroy je, u podrugljivim člancima punim oštre kritike u časopisu Le Charivari, pozajmivši riječ iz naslova Monetove slike Impresija, nazvao novi pravac: 

## Vanjske poveznice
- (fr.) Musée Marmottan-Monet, Monet's Impression Sunrise, The Biography of a Painting, P. de Carolis, M. Mathieu, D. Lobstein, 18 September 2014 - 18 January 2015
- (engl.) Monet's 'Impressionism' birth dated by Texas State's 'Celestial Sleuth', University News Service, 2 September 2014  Arhivirana inačica izvorne stranice od 3. prosinca 2016. (Wayback Machine)